# Mickelia pergamentacea
Mickelia pergamentacea là một loài dương xỉ trong họ Dryopteridaceae. Loài này được Maxon R.C. Moran, Labiak & Sundue mô tả khoa học đầu tiên năm 2010.